# Kirby Puckett
Anthony Kirby Puckett (ur. 14 marca 1960, zm. 6 marca 2006) – amerykański baseballista, zwycięzca World Series z drużyną Minnesota Twins.
Pochodził z wielodzietnej rodziny, był najmłodszym z dziewięciorga rodzeństwa. Karierę baseballisty rozpoczął w czasie nauki na Bradley University w Peoria w stanie Illinois. W 1982 w drafcie został wybrany przez drużynę Minnesota Twins, w barwach której debiutował w Major League 8 maja 1984. Całą karierę zawodową związał z ekipą z Minnesoty; grał na pozycji środkowozapolowego. W latach 1986–1995 nieprzerwanie występował w All-Star Game (w 1993 uznany za najlepszego gracza tego meczu). Wraz z drużyną świętował dwukrotnie zwycięstwo w World Series – w 1987 przeciwko St. Louis Cardinals i w 1991 przeciwko Atlanta Braves.
Kariera Pucketta została przerwana przez chorobę oka (jaskry). Wskutek utratu widzenia w prawym oku został zmuszony do zakończenia kariery sportowej w wieku 36 lat w lipcu 1996. Rok później klub Minnesota Twins uhonorował go specjalnym wyróżnieniem - jego numer boiskowy (34) został zastrzeżony. W 2001 Puckett trafił do Baseball Hall of Fame, jako trzeci najmłodszy zawodnik (młodsi byli jedynie Sandy Koufax i Lou Gehrig). W 1999 na liście pisma "The Sporting News" zajął 86. miejsce w rankingu najlepszych baseballistów w historii.
Rozwiedziony, miał dwoje dzieci (syna Kirby’ego juniora i córkę Catherine). Zmarł nagle kilka dni przed ukończeniem 46 lat na udar mózgu.
| Nagroda/wyróżnienie          | Lata                                                       | Źródło |
| 10× All-Star                 | 1986, 1987, 1988, 1989, 1990, 1991, 1992, 1993, 1994, 1995 | [ 3 ]  |
| All-Star Game MVP            | 1993                                                       | [ 4 ]  |
| 6× Gold Glove Award          | 1986, 1987, 1988, 1989, 1991, 1992                         | [ 12 ] |
| 6× Silver Slugger Award      | 1986, 1987, 1988, 1989, 1992, 1994                         | [ 13 ] |
| 2× zwycięzca w World Series  | 1987, 1991                                                 | [ 14 ] |
| ALCS MVP                     | 1991                                                       | [ 15 ] |
| Roberto Clemente Award       | 1996                                                       | [ 16 ] |
| Baseball Hall of Fame        | od 2001                                                    | [ 8 ]  |
| # 34 zastrzeżony przez Twins | 1997                                                       | [ 7 ]  |